# Ringkragen

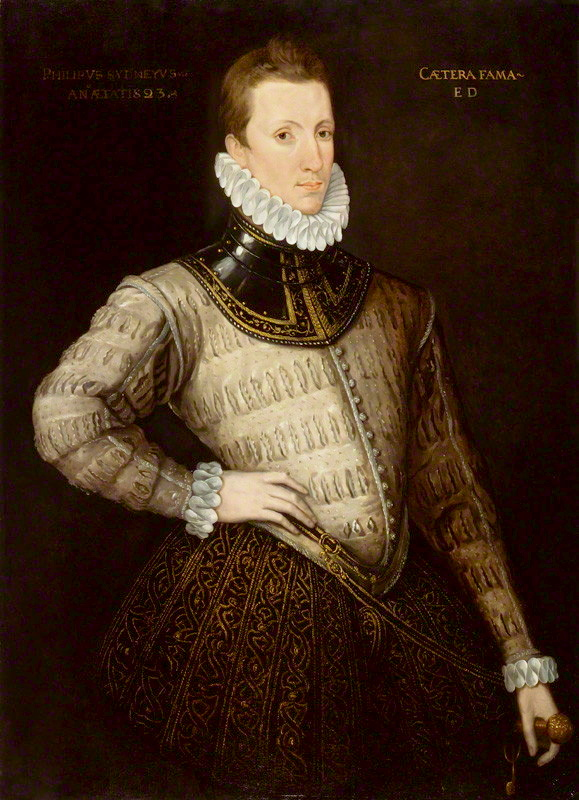
Philip Sidney mit Halsberge

Der Begriff Ringkragen leitet sich ab von der sogenannten Halsberge, einem halbmondförmigen Metallschild, das den Hals „bergen“ (im Sinne von „schützen“) sollte und zwischen Harnisch und Helm angelegt wurde.

## Entwicklung
Im 16. und 17. Jahrhundert wurde die Halsberge meist ohne Harnisch angelegt und war bei allen europäischen Armeen ein Dienstabzeichen der Offiziere. Die Form schrumpfte immer mehr zu einem kleinen, an einer Kette getragenen, halbmondförmigen Brustschild. Zu diesem Zeitpunkt verlor er seine Schutzfunktion.
In Deutschland wurde der Ringkragen von den bayerischen Offizieren bis 1867 getragen. Einzelne Kürassier-Regimenter trugen ihn als Traditionsabzeichen. Ab 1898 wurde der Ringkragen für Fahnenträger eingeführt.

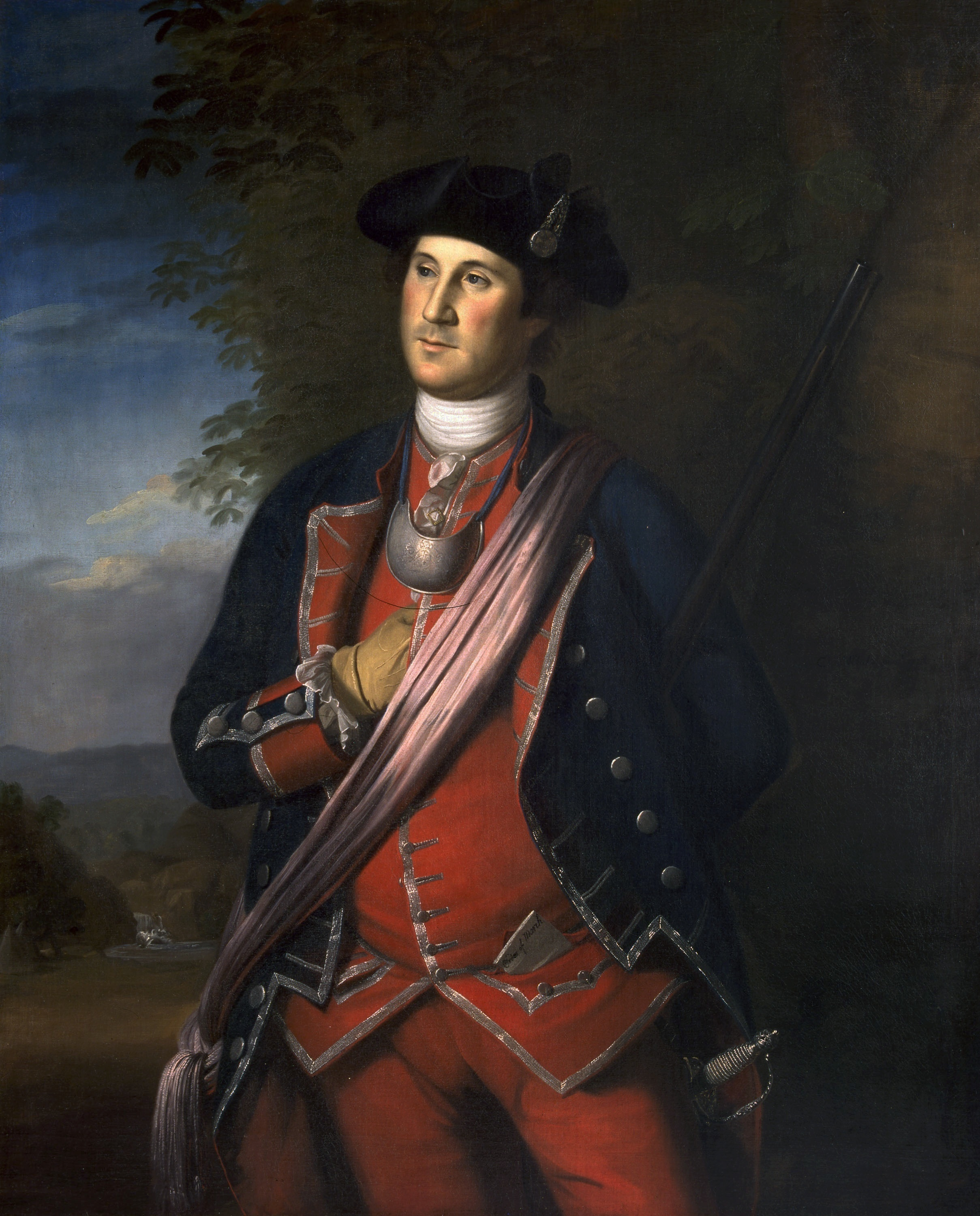
George Washington mit Ringkragen

Als Dienstabzeichen der Feldgendarmerie wurde der Ringkragen an den Kriegen 1864, 1866 sowie 1870/71. Aber schon im Spanienfeldzug der englischen Armee trugen als Militärpolizei eingesetzte Dragoner dieses Feldabzeichen in ihrer Funktion.

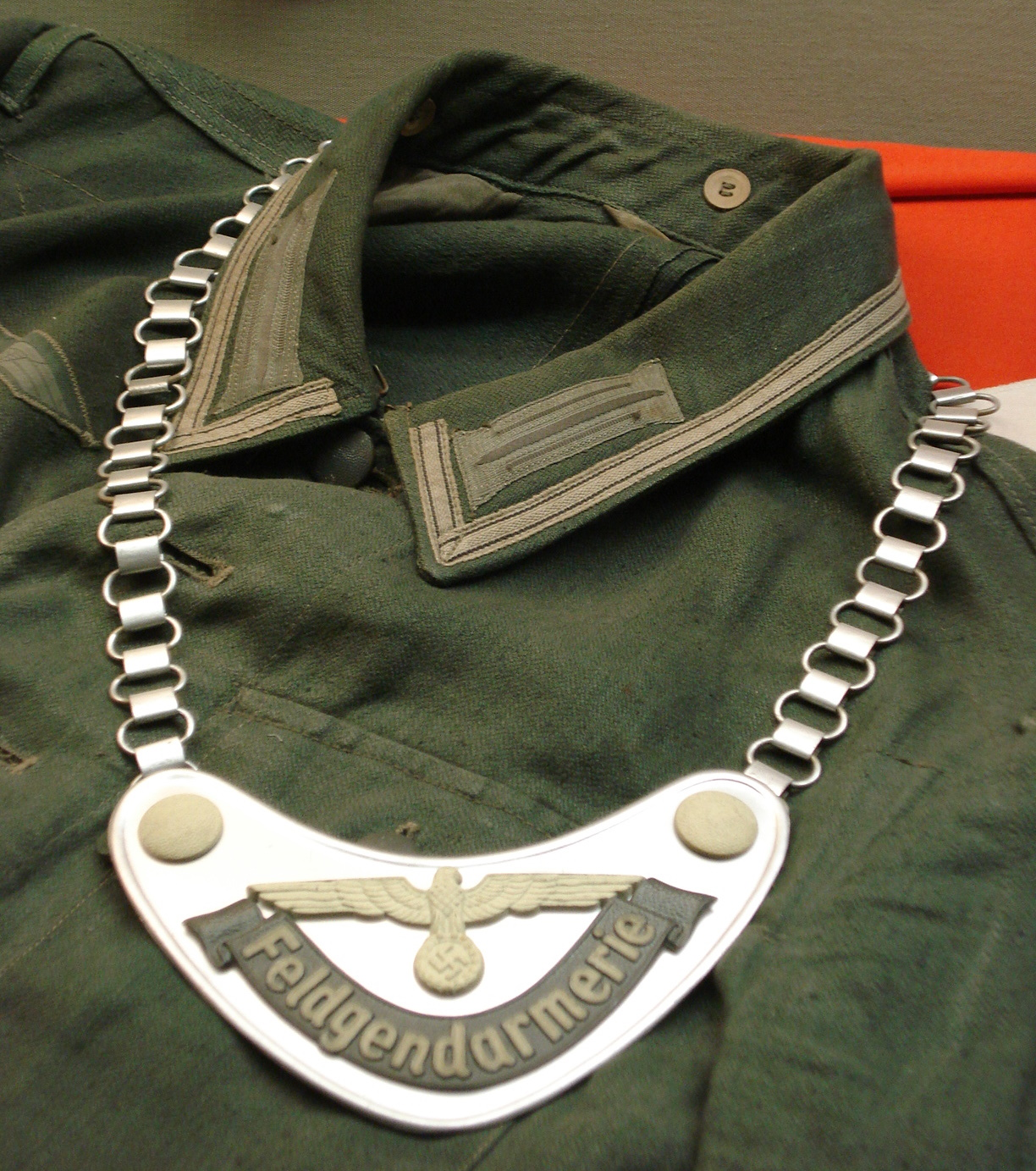
Metallene Plakette mit der Aufschrift Feldgendarmerie (Zweiter Weltkrieg, Deutschland)

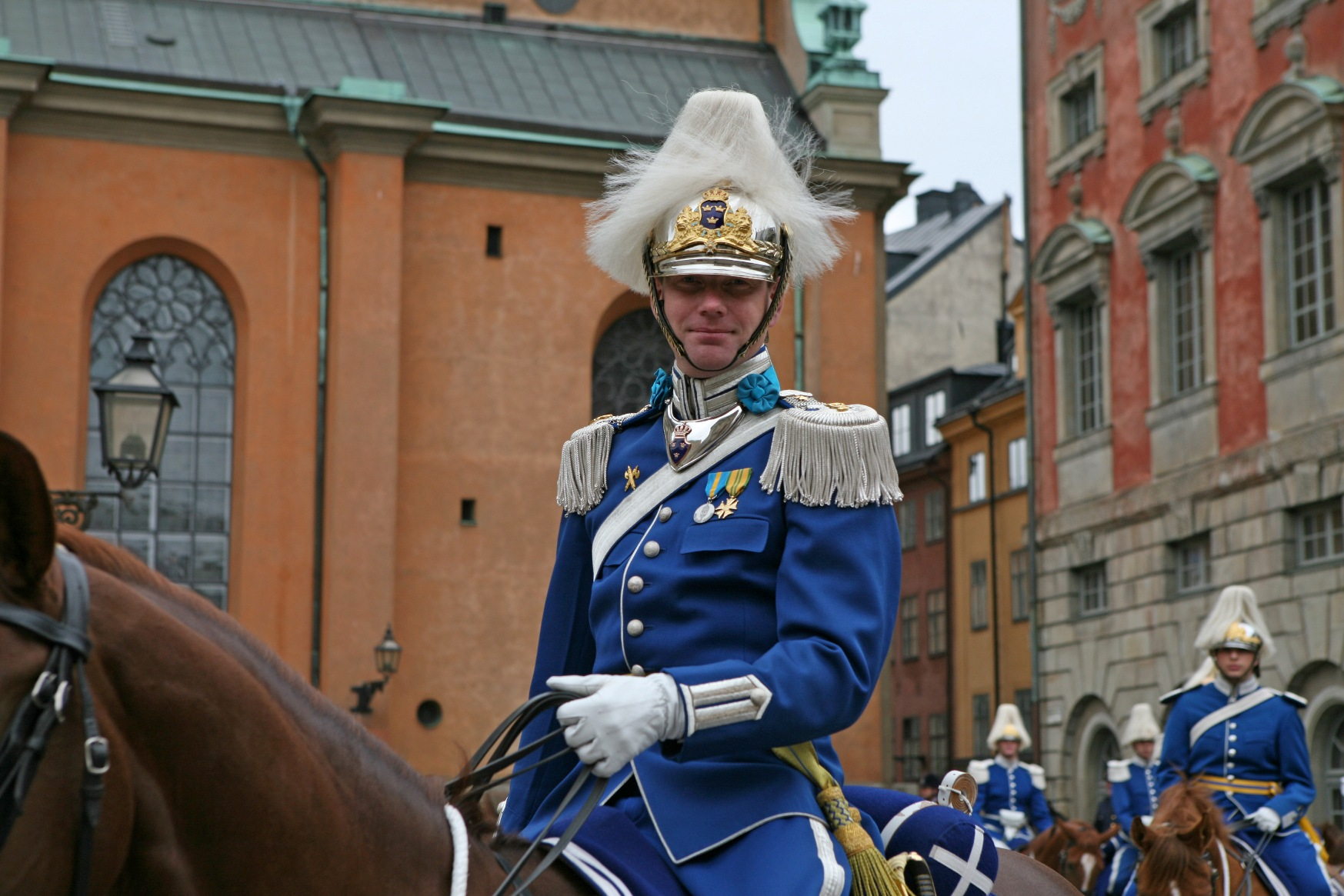
Wachhabender schwedischer Gardeoffizier mit Ringkragen Modell 1799 (Dagbricka m/1799) in Stockholm 2009

Im Ersten Weltkrieg erhielten höhere deutsche Kommandobehörden bei der Mobilmachung für eine Abteilung Soldaten der Stabswache für den Wach- und Ordonnanzdienst eine Variante. Untergliedert war diese in eine Kavallerie- und Infanteriestabswache. Als Dienstabzeichen wurde zur normalen Uniform von Offizieren und Mannschaften ein – unterschiedlicher – Ringkragen getragen. Dieser aber in einer höheren Form als das bei der Feldgendarmerie bzw. bei den Fahnenträgern verwendete Modell. Im Volksmund wurden die Feldgendarmen als Kettenhunde bezeichnet, in Anspielung auf die zur Uniform gehörende metallene Plakette aus Messing mit der Aufschrift Feldgendarmerie oder Feldjägerkommando, die an einer massiven Kette um den Hals getragen wurde.
Nach dem Ende des Zweiten Weltkriegs 1945 wurde der Ringkragen mit Gründung der Bundeswehr 1955 in der Bundesrepublik und mit Aufstellung des Österreichischen Bundesheers im selben Jahr und später in der DDR nach Gründung der Nationalen Volksarmee (NVA) 1956 nicht wieder eingeführt.
In den nordeuropäischen Ländern scheint die Tradition der Halsberge als Schutzfunktion Bestand zu haben. So wird der die obere Brust ergreifende Ringkragen als Auszeichnung in Norwegen, Schweden und Finnland verwendet. In Schweden wird der Ringkragen, offiziell Dagbricka m/1799 in den Landstreitkräften und der Marine, Dagtjänsttecken m/38 in den Luftstreitkräften, als Dienstabzeichen des Wachhabenden Offiziers und seines Stellvertreters im Hauptwachdienst sowie vom ersten und zweiten Fahnenträger und dem Chef einer Ehrenwache zu allen Uniformen (mit Ausnahme der Flugmontur und dem Messeanzug) getragen. Darüber wird in der Marine die Vaktmärke m/54 in Gold- oder Silberausführung im Wachdienst und den Ausbildungsabteilungen je nach Anordnung des Befehlshabers getragen.